# Jean Bouchet
Pour les articles homonymes, voir Jean Du Bouchet et Bouchet.
Jean Bouchet un poète français, né à Poitiers le 31 janvier 1476, mort en 1557. Son œuvre est assimilée à celle des grands rhétoriqueurs.

## Biographie
Son père, procureur, décède alors que Jean Bouchet est encore jeune. Ami de Rabelais, Jean Bouchet exerce la profession paternelle. Il compose un grand nombre d'ouvrages historiques ou de fantaisie en vers et en prose, qui sont encore recherchés des bibliographes au XIXe siècle. Selon Maurice Allem, « grand travailleur, bon bourgeois, père d'une nombreuse famille, Bouchet est volontiers moraliste et même sentencieux », ainsi dans cet envoi :
Prince, vrai est, on ne peut m'en dédire,
Que la Cour sert ses gens de bien et mal,
Et qu'elle rend l'homme, sans contredire,
Très bien monté, puis soudain sans cheval.

## Œuvres
- La déploration de l’Église militante (1512)
- Le Labyrinthe de fortunes (1522) ;
- Les Regnards traversant les périlleuses voies des folles fiances du monde (1524) ;
- Panégyrique de Louis de La Trémouille (1527) [lire en ligne] ;
- Les triumphes de la noble et amoureuse Dame, et l’Art d’honnestement aimer (1541)
- Épîtres morales et familières (1545);
- Les Annales d'Aquitaine (1545);
- Antiquité du Poitou ;
- Épitaphes des Roys de France ;
- L'Amoureux transy;
- Le Chapelet des princes;
- Les généalogies anciennes et modernes des rois de France;
- Les triomphes de François 1er.